# Paneum

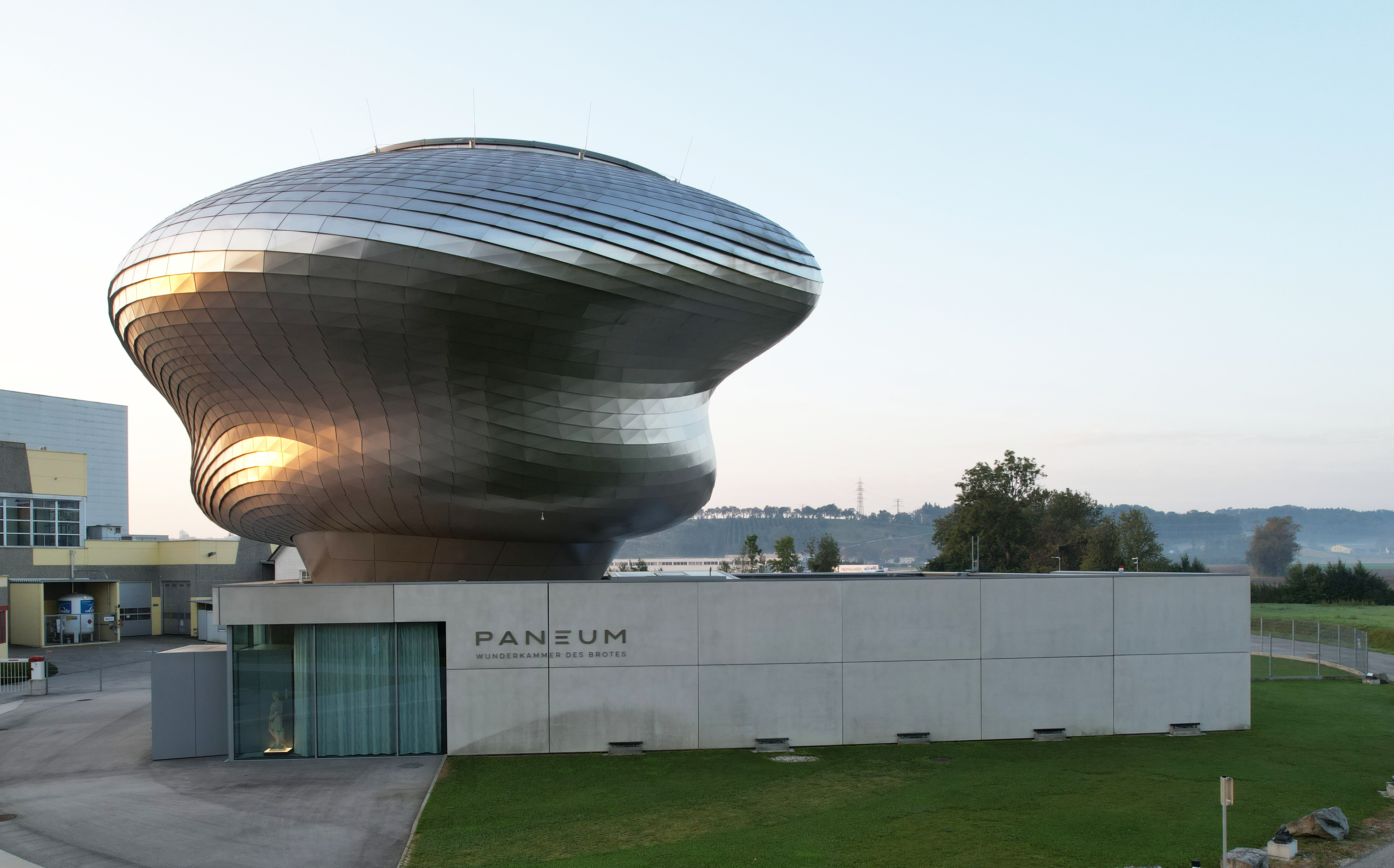
Paneum

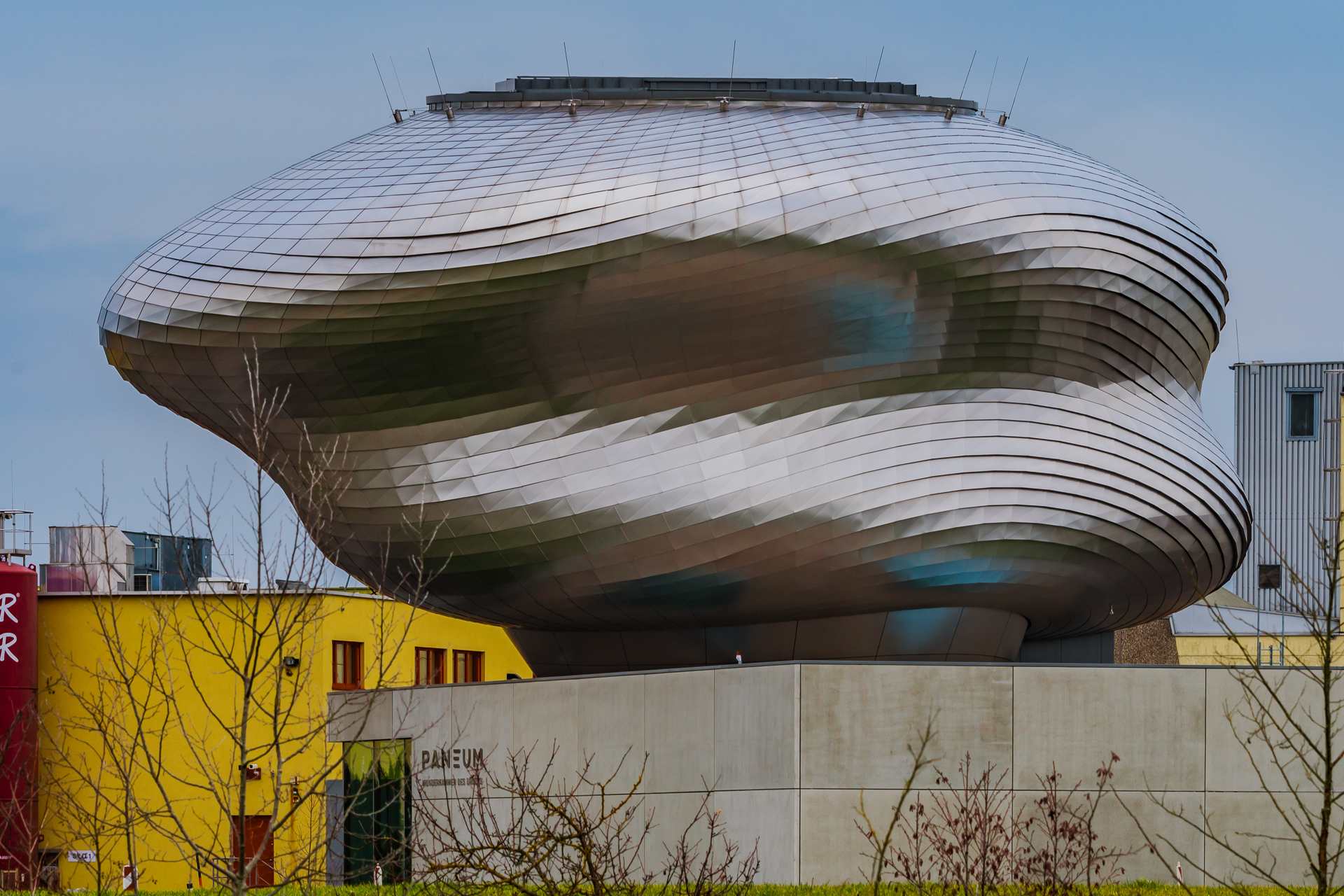
Aufgesetzte, gewölbte Struktur

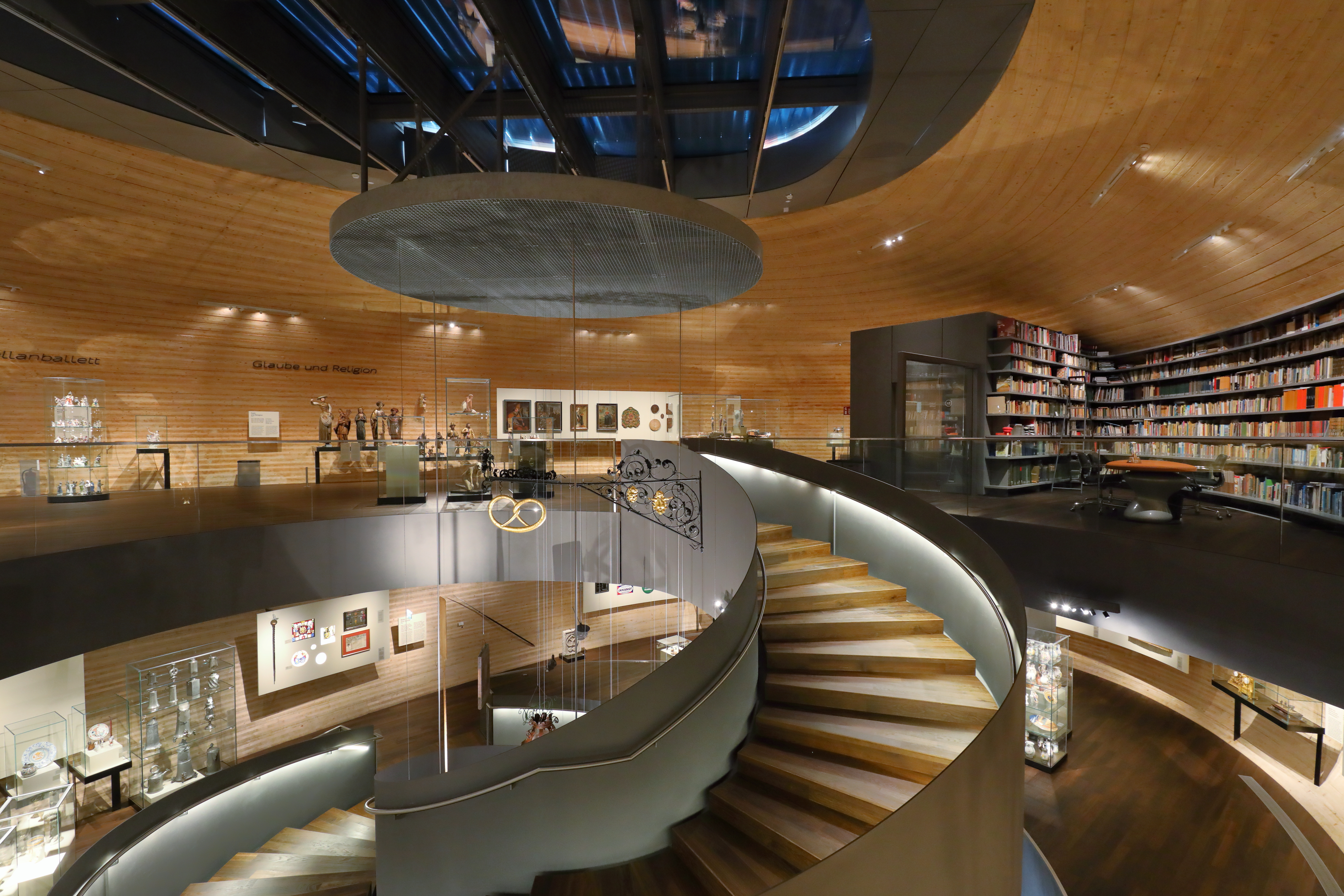
Innenansicht (oberste Etage)

Paneum. Wunderkammer des Brotes (von panis, latein. Brot und Museum) ist ein Museum über die Jahrtausende alte Kultur der Brotherstellung.
Es liegt am Firmensitz des Lebensmittelherstellers Backaldrin in Asten in Oberösterreich.

## Sammlung

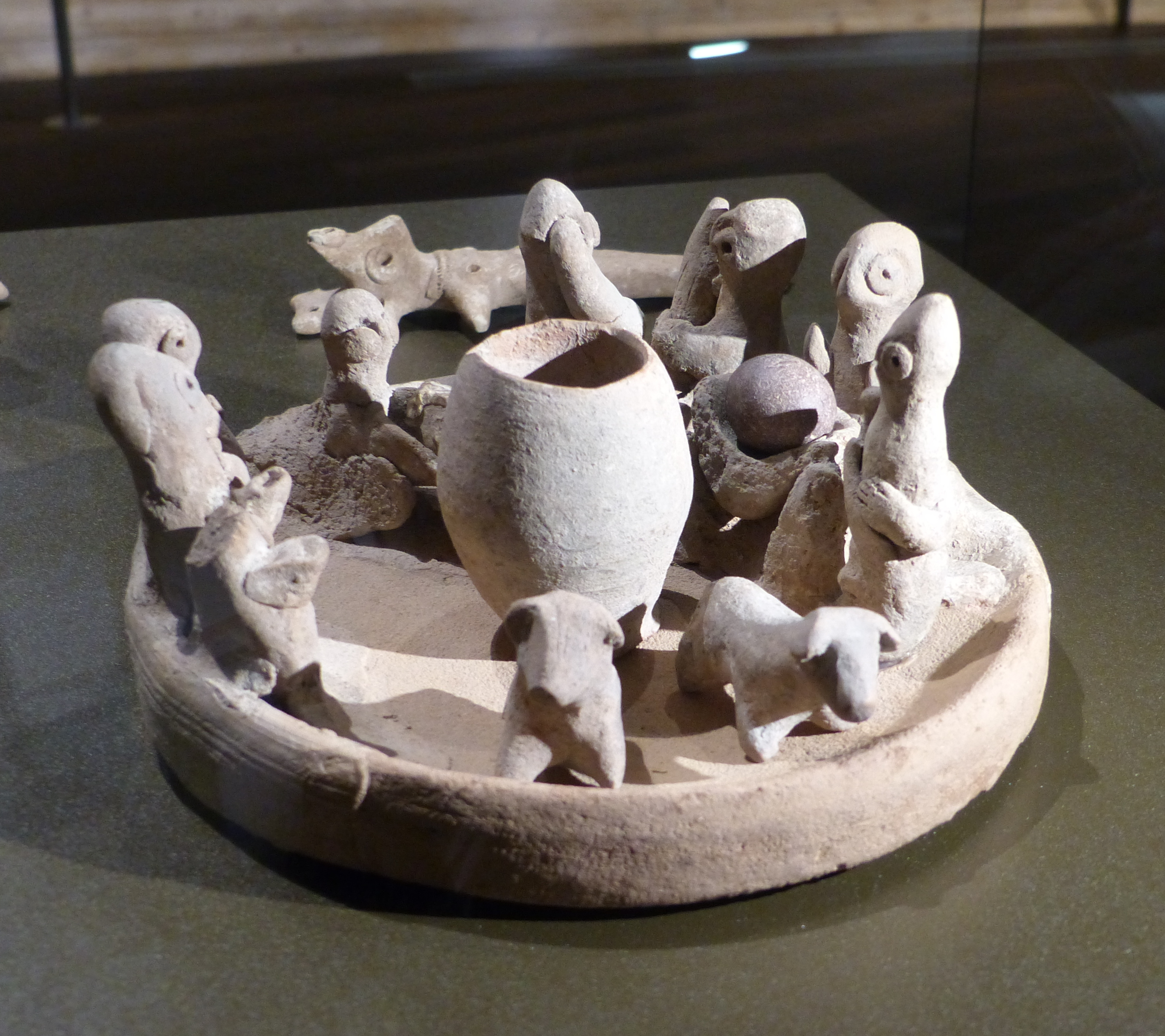
Tonmodell einer hethitischen Bäckerei (3.000 v. Chr.)

In der Ausstellung geht es um die jahrtausendelange Kultur der Brotherstellung, Exponate aus 30 Jahren Sammlertätigkeit werden gezeigt. Auf fast 1000 Quadratmeter Ausstellungsfläche sind 1200 Exponate sowie mehr als 5000 Bücher in der Bibliothek zu sehen. Die Sammlung umfasst viele alte Mehlsäcke, Spielzeugautos, Meissener Porzellan, Zunfttruhen und Zunftgeräte, Gemälde, Skulpturen und Bücher über das Bäckerhandwerk und das Brotbacken aus 9000 Jahren, darunter zahlreiche ägyptische Kornmumien, peruanische Totempfähle, chinesische Getreidespeicher (als Grabbeigaben) sowie eine Miniatur von Jan Brueghel dem Jüngeren.

## Architektur
Das Gebäude wurde von Wolf D. Prix, dem Mitbegründer des avantgardistischen Architekturbüro Coop Himmelb(l)au, geplant. Es besteht aus einem Betongeschoß, einer aufgesetzten gewölbten Struktur aus Holz, die mit NiRo-Blech überzogen ist und an einen Brotlaib oder einen Patzen Brotteig erinnert, und einer Freitreppe. Es wurde mit dem Österreichischen Bauherrenpreis 2018 ausgezeichnet.

## Ausstellung
Gestaltet wurde die Ausstellung vom Bozener Gestaltungsbüro Gruppe Gut.